# Bank of the West Classic 1995
Bank of the West Classic 1995 — жіночий тенісний турнір, що проходив на закритих кортах з килимовим покриттям Окленд Колізіум в Окленді (США). Належав до турнірів 2-ї категорії в рамках Туру WTA 1995. Відбувсь удвадцятьчетверте і тривав з 30 жовтня до 5 листопада 1995 року. Друга сіяна Магдалена Малеєва здобула титул в одиночному розряді.

## Фінальна частина

### Одиночний розряд
Магдалена Малеєва —  Ай Суґіяма 6–3, 6–4
- Для Малеєвої це був 3-й титул в одиночному розряді за сезон і 6-й — за кар'єру.

### Парний розряд
Лорі Макніл /  Гелена Сукова —  Катріна Адамс /  Зіна Гаррісон-Джексон 3–6, 6–4, 6–3